# Tchula
Tchula is een plaats (town) in de Amerikaanse staat Mississippi, en valt bestuurlijk gezien onder Holmes County.

## Demografie
Bij de volkstelling in 2000 werd het aantal inwoners vastgesteld op 2332.
In 2006 is het aantal inwoners door het United States Census Bureau geschat op 2238, een daling van 94 (-4.0%).

## Geografie
Volgens het United States Census Bureau beslaat de plaats een oppervlakte van
3,7 km², waarvan 3,6 km² land en 0,1 km² water. Tchula ligt op ongeveer 35 m boven zeeniveau.

## Plaatsen in de nabije omgeving
De onderstaande figuur toont nabijgelegen plaatsen in een straal van 28 km rond Tchula.